# Aurachtal
Aurachtal là một đô thị thuộc huyện Erlangen-Höchstadt, trong bang Bayern, nước Đức. Đô thị Aurachtal có diện tích 18,4 km², dân số thời điểm 31 tháng 12 năm 2006 là 2987 người.